# Acolasis tanais
Acolasis tanais är en fjärilsart som beskrevs av Pieter Cramer 1775. Acolasis tanais ingår i släktet Acolasis och familjen nattflyn. Inga underarter finns listade i Catalogue of Life.